# Educație deschisă
Educația deschisă este o mișcare educațională bazată pe deschidere, legată de mișcări educaționale precum ar fi pedagogia critică, și cu o atitudine educațională care favorizează extinderea participării și incluziunii în societate. Educația deschisă lărgește accesul la învățarea și formarea oferite în mod tradițional prin sistemele de educație formale și este de obicei (dar nu neapărat) oferită prin educație online și la distanță. Calificativul „deschis” se referă la eliminarea barierelor care pot împiedica atât oportunitățile, cât și recunoașterea participării la învățarea instituționalizată. Un aspect al acestui tip de educației este dezvoltarea și adoptarea de resurse educaționale deschise în sprijinul practicilor educaționale deschise.
Un exemplu de practică instituțională în conformitate cu educația deschisă ar fi reducerea barierelor de intrare, de exemplu, eliminarea cerințelor de admitere academică. Universitățile care urmează astfel de practici includ Open University din Marea Britanie, Universitatea Athabasca și Thompson Rivers University, Open Learning din Canada și Open University of Catalonia, din Spania, printre multe altele. Cursurile online cu participare nelimitată (MOOC-uri) și Open Courseware sunt printre cele mai recente și vizibile abordări ale educației deschise, adoptate de universitățile din întreaga lume. Deși multe MOOC-uri au înscrierea gratuită, costurile de obținere a unei certificări pot fi o barieră. Multe institute de învățământ deschise oferă scheme de certificare gratuite acreditate de organizații precum UKAS în Marea Britanie și ANAB în Statele Unite; alții oferă o insignă digitală.

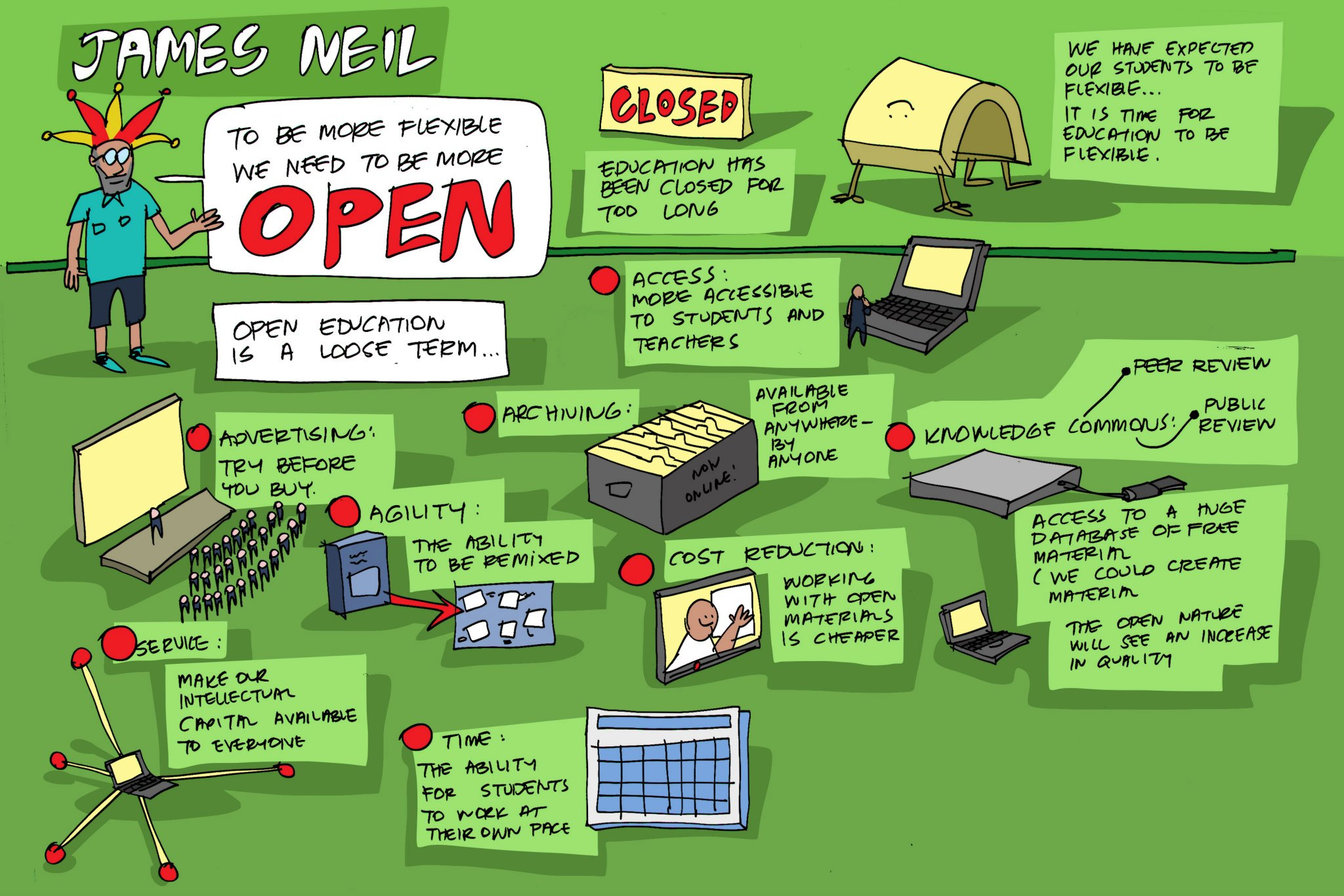
Educație deschisă și învățare flexibilă

## Originile educației deschise
Educația deschisă face parte dintr-o mișcare de deschidere mai largă. Până în secolul al XVII-lea, originile mișcării pentru învățământul superior se află în gândirea lui John Amos Comenius, care a propus accesul deschis la educație ca obiectiv principal an procesului educațional. Epoca postbelică a anilor 1960 și 1970 s-a confruntat cu o criză mondială a educației deoarece sistemele de învățământ au răspuns lent la cererea de accesare a învățământului superior de către un grup mai mare și diversificat de oameni, într-o eră a prosperității științifice și economice care necesita noi modele. Aceste condiții au condus la stabilirea unor sisteme de învățământ deschise și la distanță la nivel global, care au dezvoltat multe idei inovatoare și progresive despre cum se poate răspundă nevoilor educaționale ale populațiilor mari și diverse de cursanți. Stabilirea învățământului deschis, ca parte din ce în ce mai mare a învățământului de masă, în special în învățământul superior, este direct legată de dezvoltarea universităților de educație deschisă începând cu anii 1970.
Interconexiunea dintre educația deschisă și progresul științific și economic nu este o coincidență. Deschiderea în educație este legată de nevoile în schimbare ale societăților, culturilor și economiilor, și în special de evoluția rapidă a tehnologiilor digitale și de rețea. Tehnologia, pedagogia și evoluțiile socioeconomice conexe au o relație simbiotică cu educația deschisă și la distanță, inclusiv în fundamentele intelectuale și teoretice care definesc practica acestuia.
Cea mai recentă apariție a educației deschise este legată de capacitatea de a partaja resurse pe web la un cost mic în comparație cu distribuirea de materiale cu drepturi de autor, practică folosită în învățământul superior. Exemple timpurii în acest sens sunt programul OpenCourseWare, înființat în 2002 de Massachusetts Institute of Technology (MIT), care a fost urmat de peste 200 de universități și organizații, și Connexions, înființat la Universitatea Rice în 1999, care s-a transformat în OpenStax. Obiectivele și intențiile educației deschise specificate în Declarația privind educația deschisă de la Cape Town sunt similare cu Declarația de la Berlin privind accesul deschis la cunoaștere în științe și științe umaniste din mișcarea pentru acces deschis. MOOC este o formă mai recentă de curs online, bazată pe principii de deschidere, care a primit o atenție din ce în ce mai mare de la începutul anilor 2010, exemplificată de platformele online precum edX, Coursera și Udacity.

## Caracteristici comune ale educației deschise
Educația deschisă este adesea considerată un bun fără echivoc, parte a unei mișcări mai mari de deschidere în societate (adică cunoștințe deschise, guvernare deschisă, acces deschis, date deschise, sursă deschisă și cultură deschisă). Cu toate acestea, au fost dezvoltate, de asemenea, abordări critice ale educației deschise care subliniază perspective diferite și necesitatea unei examinări nuanțate a contextelor de deschidere. Aceste abordări pun accent pe problemele de participare, putere și justiție socială și trec dincolo de binarele deschise și închise, precum și spre examinarea relațiilor dintre formele formale, non-formale și informale de educație deschisă și relațiile dintre profesori și cursanți. Deschiderea în educație este considerată atât un termen ușor de înțeles, cât și un termen contestat, cu mai multe straturi și dimensiuni. Poate fi caracterizat ca un concept adaptativ, flexibil și în evoluție. Susținătorii deschiderii în educație susțin că pentru a realiza pe deplin beneficiile educației deschise, este nevoie să ne concentrăm pe practicile educaționale deschise (OEP). Prin utilizarea OEP, educatorii deschiși recunosc omniprezența cunoștințelor în rețele și orchestrează învățarea care are ca scop promovarea agenției, împuternicirea și participarea civică globală a cursanților. De asemenea, există și alte mișcări paralele în educație care susțin deschiderea, precum învățarea în rețea, învățarea conectată sau tehnologiile sociale, printre altele.
Caracteristicile comune ale educației deschise în practică încearcă să creeze oportunități pentru ca cei care vor să învețe:
- să aibă acces la educație, resurse educaționale deschise, manuale deschise și burse deschise
- să colaborează cu alții, peste granițele instituțiilor, sistemelor instituționale și locațiilor geografice
- să poată crea și co-crea cunoștințe în mod deschis
- să integreze practicile de învățare formale și informale, rețelele și identitățile

## Fundamentele teoretice ale educației deschise

Educație deschisă și învățare flexibilă

Educația deschisă este motivată de convingerea că cursanții doresc să-și exercite autonomia în studiile lor, în special din perspectiva învățării pe tot parcursul vieții. De-a lungul istoriei sale, educația deschisă a fost asociată cu sensuri multiple: acces, flexibilitate, echitate, colaborare, agenție, democratizare, justiție socială, transparență și eliminarea barierelor. Cercetătorii și practicienii din domeniul educației deschise au adoptat teorii educaționale generice precum constructivismul social, behaviorismul și cognitivismul și apoi și-au generat propriile baze teoretice în urma apariției universităților deschise și a apariției unor tehnologii digitale puternice și sofisticate, cum ar fi învățarea în rețea sau conectivismul. Educația deschisă a fost, de asemenea, influențată de filozofia deschiderii, caracterizată printr-un accent pus pe transparență și colaborare. Conceptualizările inițiale ale educației deschise s-au caracterizat prin studiu independent, în care cursanții sunt independenți de timp și spațiu prin învățarea asincronă, dar și independenți în dezvoltarea propriilor strategii și practici de învățare, concentrate pe învățarea personalizată și pe autonomia și agenția cursantului.
Mai recent, teoriile care susțin educația deschisă s-au dezvoltat în conformitate cu evoluția rapidă a tehnologiilor digitale în rețea și cu sofisticarea software-ului social. Modelul comunității de investigare/cercetare(Col) propus de Garrison, Anderson și Archer în 2000, a fost dezvoltat pentru a oferi un cadru conceptual și a acționa ca un instrument euristic pentru utilizarea comunicării mediate de computer în sprijinul experiențelor educaționale, deosebit de relevante pentru educație online și deschisă. Modelul CoI susține că o experiență de învățare online semnificativă este creată printr-o combinație și o interacțiune între prezența cognitivă, socială și cea de predare.
O serie de alte teorii și cadre conceptuale se referă la educația deschisă, inclusiv conectivismul care adoptă o abordare neliniară a învățării, influențată de teoria complexității, în care comunitățile de cunoștințe se formează prin conexiuni construite într-un mediu de învățare în rețea. Conectivismul se referă la deschidere prin accentul pe care îl pune pe autonomia elevului și prin utilizarea de către acesta a resurselor educaționale deschise (OER). Studiul învățării autodeterminate, cunoscut sub numele de hetagogie, se referă și la educația deschisă, bazată pe principiile autoeficacității și capacității, a meta-cogniției și a reflecției precum și a învățării neliniare. Învățarea autodeterminată este adesea privită ca parte a unei experiențe continue între pedagogie, andragogie și hetagogie, reflectând o trecere de la medii și activități centrate pe profesor la medii și activități determinate de cel care învață. Un cadru de ecologii ale învățării susține educația deschisă atât printr-o perspectivă de învățare pe tot parcursul vieții, cât și prin toate etapele vieții, ceea de înseamnă învățarea în diferite locuri simultan în mai multe contexte din viață. O abordare a ecologiilor de învățare se bazează pe posibilitățile noilor tehnologii de a facilita învățarea autosusținută, bazată pe interese și care depășește granițele educației formale, interconectate cu mișcarea de deschidere în educație. O abordare a învățării rizomatice poate sta la baza formelor de educație deschisă, caracterizată ca un proces organic în care curriculum-ul este conectat la comunitate, iar cursantul navighează în medii de învățare diverse conectate prin crearea de legături, negocierea procesului de învățare și adaptarea la schimbare. În cele mai recente fundamente teoretice ale educației deschise, inclusiv conectivismul, hetagogia și învățarea rizomatică, deschiderea apare din proiectarea centrată pe cursant și neliniară a contextelor și resurselor de învățare și promovarea agenției și autonomiei elevului.

## Tehnologia utilizată
Tehnologiile disponibile pentru educația deschisă sunt importante în eficiența generală a programului. Ele promovează o deschidere absolută în diseminarea educației, eliminând barierele, inclusiv, dar fără a se limita la, costul și accesul la resurse gratuite și relevante. După ce au fost găsite tehnologiile disponibile, trebuie să existe aplicații adecvate asupra tehnologiilor pentru un program de educație online specific.
Deoarece educația deschisă are loc de obicei la un moment și un loc diferit pentru majoritatea indivizilor din întreaga lume, anumite tehnologii trebuie utilizate pentru a îmbunătăți programul. Aceste tehnologii sunt în principal online și servesc o varietate de scopuri. Site-urile web și alte instruiri bazate pe computer pot fi utilizate pentru a furniza note de curs, evaluări și alte materiale de curs. Sunt furnizate videoclipuri și includ vorbitori, evenimente în clasă, discuții pe subiecte și interviuri cu profesori. YouTube și iTunesU sunt adesea folosite în acest scop. Studenții pot interacționa prin conferințe pe computer cu Skype, e-mail, grupuri de studiu online sau adnotări pe site-urile de marcare sociale. Alte conținuturi ale cursului pot fi furnizate prin casete, tipărire și CD-uri.
Guvernele, instituțiile și oamenii își dau seama de importanța educației. Cunoștințele umane sunt esențiale pentru a produce lideri competenți, inovatori și profesori. Sistemele educaționale trebuie să ofere fiecărui individ șansa de a-și construi o viață mai bună. Tehnologia a făcut mai ușoară extinderea oportunităților educaționale. Prin intermediul internetului, studenții pot găsi cu ușurință informații despre orice subiect, în timp ce mentorii sunt capabili să-și împărtășească experiența cu orice student în câteva secunde. Materialele educaționale sunt diseminate unui public global fără costuri suplimentare. Tehnologia în continuă evoluție face posibil ca cursanții să interacționeze cu comunitatea globală din confortul casei lor. În cadrul învățământului la distanță, universitățile și colegiile își extind impactul prin cursuri online pe care le pot urma oameni din orice țară.
Educația deschisă include resurse precum practici și instrumente a căror accesare nu este împiedicată de impedimente financiare, tehnice și legale. Aceste resurse sunt utilizate și partajate cu ușurință în context digital. Tehnologia a revoluționat tehnicile de trimitere și primire a informațiilor zilnic, în special în educație. Disponibilitatea resurselor web a transformat întreg procesul educațional. Educația deschisă se bazează pe resursele educaționale deschise (OER) și pe surse de învățare, predare și cercetare. Cu educația deschisă, costurile manualelor, care au crescut de trei ori mai mult decât rata inflației timp de mulți ani, nu ar trebui să mai împiedice educația. Pe baza analizei NBC News a datelor Biroului pentru Statistica Muncii din Departamentul Muncii din SUA, prețurile cărților pentru studenți au crescut de trei ori ratele inflației din ianuarie 1977 până în iunie 2015, reflectând o creștere de 1.041 la sută.
OER poate rezolva această problemă, deoarece materialele sunt gratuite online și economice în formă tipărită. Resursele destinate achiziționării de manuale pot fi redirecționate către tehnologie, îmbunătățind mediul de instrucțiuni și reducând cheltuielile. Cercetările au arătat, de asemenea, că mulți studenți învață mai mult datorită accesului la materiale de calitate. Tehnologia are, de asemenea, potențiale nelimitate de a ridica predarea și învățarea la un nivel superior.